# Grevillea centristigma
Espèce
Classification phylogénétique
Grevillea centristigma est une espèce d'arbuste endémique du sud-ouest de l'Australie-Occidentale.
Il atteint entre 0,15 et 0,5 mètre de hauteur et produit des fleurs jaunes ou orange entre avril et novembre (du milieu de l'automne à la fin du printemps) dans son aire de répartition naturelle.
L'espèce a été initialement décrite comme une sous-espèce de Grevillea drummondii par le botaniste Donald McGillivray, sa description publiée dans New Names in Grevillea (Proteaceae) en 1986. En 1992, G.J. Keighery la fait accéder au rang d'espèce.